# Tua Tagovailoa
Tuanigamanuolepola Tagovailoa (Ewa Beach, Hawái; 2 de marzo de 1998), más conocido como Tua Tagovailoa, es un jugador profesional de fútbol americano de ascendencia samoana-americana. Juega en la posición de quarterback y actualmente milita en las filas de los Miami Dolphins de la National Football League (NFL).
Jugó tres años a nivel universitario en Alabama antes de ser elegido por los Dolphins en la primera ronda del Draft de la NFL de 2020.

## Biografía
Tua nació en Ewa Beach el 2 de marzo de 1998. Sus padres, Galu y Diane, le entrenaron para que fuese jugador de fútbol americano desde que tenía dos años. A pesar de ser diestro, su padre obligaba a Tua a lanzar el balón con la mano izquierda.

## Carrera

### Universidad
En su primera temporada para Alabama, Tagovailoa fue el quarterback sustituto para Jalen Hurts, pero jugó ocasionalmente con resultados decentes. El Crimson Tide avanzó al juego del Campeonato Nacional ante Georgia al fin de la temporada. Después de un juego ineficaz de Hurts, Tagovailoa ingresó al juego, lo que llevó a Alabama a ganar 26-23. Terminó el juego con 3 touchdowns, incluido el touchdown ganador del juego, y 1 intercepción, y fue nombrado el jugador más valioso del juego. En la siguiente temporada, Tagovailoa fue promovido al quarterback titular mientras que Hurts sirvió como el sustituto. Con Tagovailoa, el Crimson Tide regresó al juego del campeonato nacional, pero el equipo perdió contra Clemson.
El 16 de noviembre de 2019, ante Mississippi State, Tagovailoa sufrió una lesión de cadera, rotura de nariz y una conmoción tras recibir un sack. La fractura de cadera puso fin a su temporada.
A pesar de las dudas sobre sus problemas físicos, en enero de 2020 anunció que se presentaría al Draft de la NFL.

#### Estadísticas
|         | Denota temporada en la que fue campeón de la NCAA |
| Negrita | Máximo de carrera                                 |

| Año   | Equipo  | Partidos | Partidos | Pase | Pase | Pase | Pase   | Pase | Pase | Pase  | Carrera | Carrera | Carrera | Carrera |
| Año   | Equipo  | PJ       | PT       | Cmp  | Att  | Pct  | Yards  | TD   | Int  | Rtg   | Att     | Yards   | Avg     | TD      |
| ----- | ------- | -------- | -------- | ---- | ---- | ---- | ------ | ---- | ---- | ----- | ------- | ------- | ------- | ------- |
| 2017  | Alabama | 8        | 0        | 49   | 77   | 63.6 | 636    | 11   | 2    | 175.0 | 27      | 133     | 4.9     | 2       |
| 2018  | Alabama | 15       | 15       | 245  | 355  | 69.0 | 13,966 | 43   | 6    | 199.4 | 57      | 190     | 3.3     | 5       |
| 2019  | Alabama | 9        | 9        | 180  | 252  | 71.4 | 2,840  | 33   | 3    | 206.9 | 21      | 25      | 1.2     | 2       |
| Total | Total   | 32       | 24       | 474  | 684  | 69.3 | 7,442  | 87   | 11   | 199.4 | 105     | 348     | 3.3     | 9       |

Fuente: Sports Reference.

### NFL

#### Miami Dolphins
Tagovailoa fue elegido en la quinta posición global del Draft por los Miami Dolphins. Su debut en la NFL se produjo el 18 de octubre de 2020 ante los New York Jets. Entró en el último cuarto en sustitución de Ryan Fitzpatrick y completó los dos pases que intentó para sumar un total de nueve yardas. A la semana siguiente, el entrenador de los Dolphins anunció que Tagovailoa sería el quarterback titular para la sexta jornada.

## Estadísticas

### Temporada regular
| Año   | Equipo | Partidos | Partidos | Partidos | Pase | Pase | Pase | Pase  | Pase | Pase | Pase | Carrera | Carrera | Carrera | Carrera |
| Año   | Equipo | PJ       | PT       | Récord   | Cmp  | Att  | Pct  | Yards | TD   | Int  | Rtg  | Att     | Yards   | Avg     | TD      |
| ----- | ------ | -------- | -------- | -------- | ---- | ---- | ---- | ----- | ---- | ---- | ---- | ------- | ------- | ------- | ------- |
| 2020  | MIA    | 10       | 9        | 6-3      | 186  | 290  | 64,1 | 1814  | 11   | 5    | 87,1 | 36      | 109     | 3       | 3       |
| 2021  | MIA    | 13       | 12       | 7-5      | 263  | 388  | 67,8 | 2653  | 16   | 10   | 90.1 | 42      | 128     | 3,0     | 3       |
| Total | Total  | 23       | 21       | 13-8     | 449  | 678  | 66,2 | 4467  | 27   | 15   | 88,8 | 78      | 237     | 3,0     | 6       |